# سارة لويد
سارة لويد (بالإنجليزية: Sarah Lloyd)‏ هي راقصة بريطانية، ولدت في 1947.